# Castillo de Corral Antón
El castillo de Corral Antón era una antigua fortaleza situada en Millares, en la provincia de Valencia (España). Es bien de interés cultural con número ministerial R-I-51-0010790, anotado el 3 de junio de 2002.
El castillo está ubicado a espaldas de la población de Millares, dominando la misma desde una posición elevada. Debía de ser de una posición de vigía para mejorar la capacidad de control del denominado Castillo de Abajo o Castillito, que está a mucha menor altura.
A principios del siglo XXI, quedan pocos restos del castillo, de entre los que destaca parte de lo que debió ser la única torre de envergadura del mismo, así como un tramo de lienzo de muralla en su zona más abrupta, que recae a la población.